# Coenocalpe zerhounaria
Coenocalpe zerhounaria là một loài bướm đêm trong họ Geometridae.